# Incendio de Rupganj de 2021
El 9 de julio de 2021, un incendio en una fábrica de alimentos y bebidas dejó al menos 52 personas muertas y otras 20 resultaron heridas. El incendio ocurrió en la fábrica de jugo de Shezam en Rupganj, una ciudad industrial en el distrito de Narayanganj, Bangladés. El mismo día, el propietario de Sajeeb Group, cuya subsidiaria Hashem Foods es propietaria de la fábrica de jugos, sus cuatro hijos y otros tres ejecutivos de la empresa fueron arrestados en relación con el incendio. Se enfrentan a varios cargos que incluyen asesinato, intento de asesinato y causar intencionalmente lesiones graves. La fábrica fue construida ilegalmente, no tenía salidas de emergencia y carecía de las medidas de seguridad adecuadas. Los productos químicos y otros materiales inflamables también se almacenaron dentro de la fábrica, que empleaba a trabajadores de hasta 11 años.